# Lisette Thöne
Lisette Thöne (Neuss, 2 de marzo de 1988) es una deportista alemana que compite en bobsleigh en la modalidad doble.
Ganó una medalla de oro en el Campeonato Mundial de Bobsleigh de 2015 y dos medallas en el Campeonato Europeo de Bobsleigh, plata en 2013 y bronce en 2020.

## Palmarés internacional
| Campeonato Mundial | Campeonato Mundial    | Campeonato Mundial | Campeonato Mundial |
| Año                | Lugar                 | Medalla            | Prueba             |
| ------------------ | --------------------- | ------------------ | ------------------ |
| 2015               | Winterberg (Alemania) | Medalla de oro     | Equipo             |
| Campeonato Europeo |                       |                    |                    |
| Año                | Lugar                 | Medalla            | Prueba             |
| 2013               | Igls (Austria)        | Medalla de plata   | Doble              |
| 2020               | Sigulda (Letonia)     | Medalla de bronce  | Doble              |